# (325455) Della Valle
(325455) Della Valle est un astéroïde de la ceinture principale.

## Description
(325455) Della Valle est un astéroïde de la ceinture principale. Il fut découvert le 20 août 2009 à Magasa par Wladimiro Marinello et Mario Tonincelli. Il présente une orbite caractérisée par un demi-grand axe de 3,15 UA, une excentricité de 0,13 et une inclinaison de 10,4° par rapport à l'écliptique.

## Compléments